# 皇景村
皇景村是加拿大安大略省多倫多的一個社區。它位於怡陶碧谷北端，北接401號公路，東接漢伯河及聖菲臘士道（St. Phillips Road），南靠狄臣道（Dixon Road）。它距離密西沙加的多倫多皮爾遜國際機場相對較近，多倫多公車局（TTC）巴士路線將其連接到城市的其他地方。

## 概述
這個社區是一個多元文化社群的所在地，最初由來自不列顛群島的人士定居，其中包括大量的索馬里裔人士以及意大利、亞洲、南亞文化。其居民亦信奉多種宗教，其中回教變得越來越普遍。
建於1950年代及1960年代的單戶住宅多已被拆除，其寬敞的地塊被細分，以便在最初的一塊土地上容納多達三座房屋。較小的房屋可能會被夷為平地，以建造更大的房屋，這種趨勢被稱為「怪獸屋」（monster homes）。

## 教育
兩個公校局在皇景村運營小學，世俗的多倫多公校教育局（TDSB）及天主教的多倫多天主教教育局（TCDSB）。皇景村的小學包括：
- 皇景村初級學校（Kingsview Village Junior School）是一所由TDSB運營的公立小學。它靠近狄臣道（Dixon Road）夾依士靈頓路（Islington Avenue）處。其於1956年12月16日建校。
- 聖穆理思天主教小學（St. Maurice Catholic Elementary School）是一所公立天主教小學，由TCDSB運營。[1]

## 外部連結
- City of Toronto - Kingsview Village-The Westway Neighbourhood Profile （页面存档备份，存于）